# コンプラ瓶

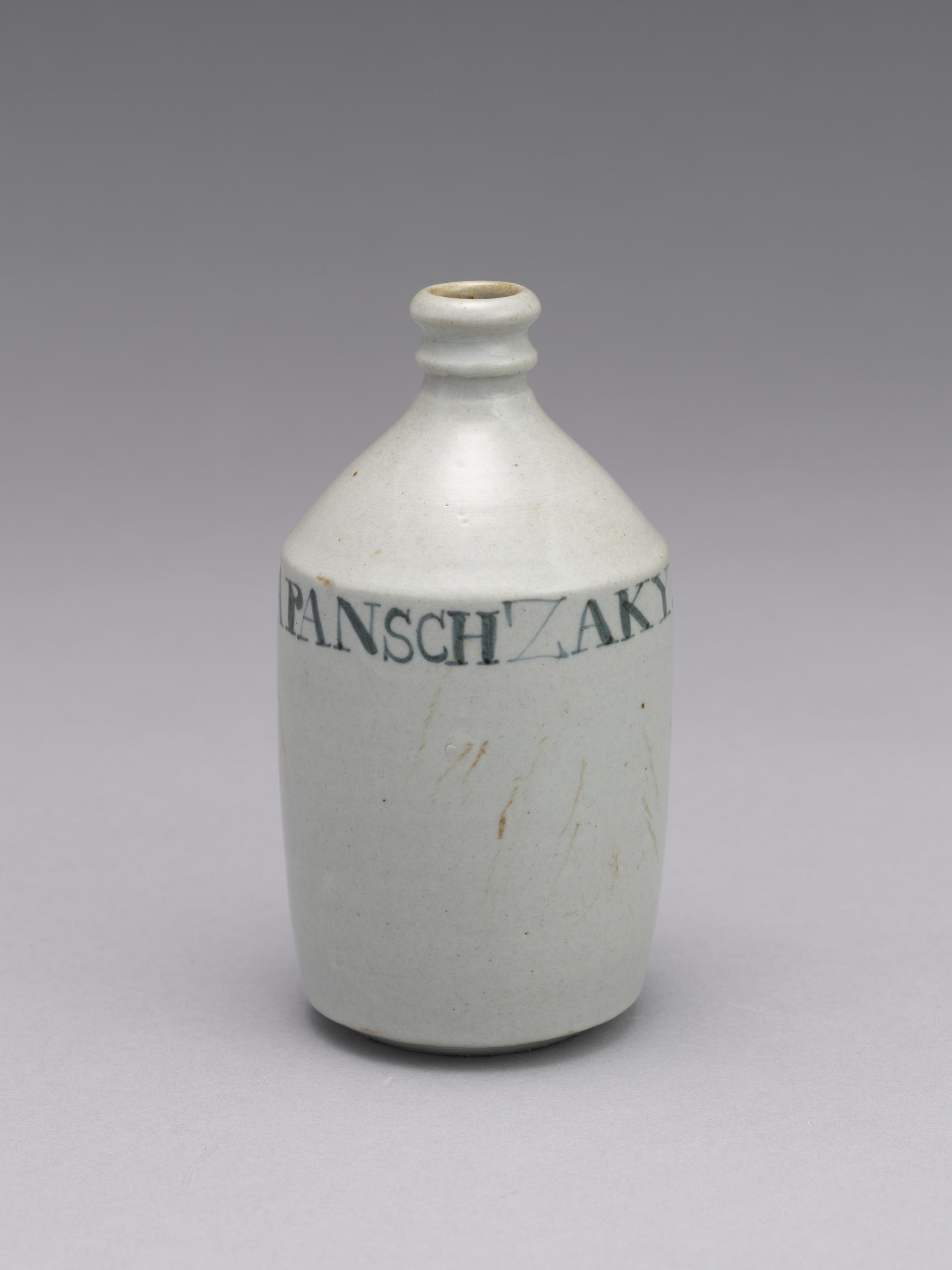
コンプラ瓶 19世紀 九州国立博物館蔵

コンプラ瓶（コンプラびん）は、江戸時代に出島から醤油や日本酒を輸出する際に用いられた磁器の徳利型の白い瓶である。蘭瓶とも呼ばれる。
チョーコー醤油が当時の醤油を復刻すると共に、波佐見焼の窯元に発注した復刻版のコンプラ瓶に入れて販売を行っている。
ヨーロッパでの人気は高く、「トルストイが花瓶として使用していた」というような逸話もある。日本国内に現存するものよりも、日本から輸出されたヨーロッパに現存している物のほうが多く、ヨーロッパの蚤の市などで販売されていることもある。

## 外形
瓶の高さは20センチメートル程度で、容量は500ミリリットル前後であった。口はコルク栓で密封されていた。瀝青で密封していたような資料もある。

## 名称
名称はポルトガル語の「仲買人」（ポルトガル語: comprador）に由来する。瓶には「JAPANSCHZOYA」、「JAPANSCHSOYA」、「JAPANSCHZAKY」などと記されているものもある。「Japansch」はオランダ語で「日本の」の意味で、「zoya」、「soya」が「醤油」、「zaky」が「酒」を指す。

## 歴史

### 前史
島原の乱の後、江戸幕府はキリスト教と関連のあるポルトガル人を追放し、1642年にオランダ人たちを平戸から出島に移した。商人たちと長崎の富商たち16人がオランダ人と貿易をするための組合「金富良商社」（コンプラ社）を設立し、1666年に長崎奉行に承認される。金富良商社はオランダ東インド会社を通じて生糸、ラシャ、ギヤマンを日本に輸入し、日本の産物を輸出した。

### 醤油の輸出
山脇悌二郎の論文に依れば、『長崎商館仕訳帳』でオランダ東インド会社への醤油の輸出は正保4年（1647年）、オランダ本国に醤油が渡ったのは元文2年（1737年）である。また、『バタヴィア城日誌』からは中国船がアジア向けに寛文9年（1669年）頃には醤油の輸出を行っていた。当時の日本の醤油は堺産が中心で高級品として京都産の醤油もあった。また、『唐蛮貨物帳』の記述から九州産の醤油も輸出されていたと推測されている。
この頃の醤油の輸出には、木製の樽が使用されており、オランダから輸入されたワインのガラス瓶の空き瓶「ケルデル瓶」が補完的に使用された。しかしながら、ケルデル瓶は数量が少なかった。

### コンプラ瓶の登場
田中亜貴子によると、コンプラ瓶の登場以前に類似した瓶としては、17世紀後半頃にオランダ東インド会社が有田に製作させた「ガリポット」、椰子油（ココナッツオイル）瓶が挙げられる。ガリポットは胴体部分が球状をしており、まとめて輸送するには不向きな形態をしている。
コンプラ瓶がいつ頃から使用されていたのかは定かではない（波佐見焼そのものは1665年には始まっている）。オランダ東インド会社の貿易記録に依れば、寛政2年（1790年）に内容量9号2勺余（522ミリリットル）のコンプラ瓶550本が使用されたことが記録上の初登場となる。『ツンベルク日本紀行』（1776年、カール・ツンベルク）には、日本の醤油がバタヴィア、インド、ヨーロッパへと輸出されていること、その際には瓶詰であることが記されている。
しかし、出島のオランダ商館は1793年には醤油の輸出を禁止し、1799年にオランダ東インド会社が解散し醤油を含めて全ての食品の輸出は停止する。その後、バタヴィアのオランダ領東インド政庁に管轄が移り、化政年間になって醤油の輸出が再開される。もっとも、この間も長崎商館の商館長やオランダ商船乗組員による個人的な貿易は行われており、こちらは江戸幕府が開国する安政元年まで継続している。

### コンプラ瓶の終焉
慶応2年（1866年）に改税約書が締結されたことによって、金富良商社の特権が無くなる。しかしながら、醤油に海水を混ぜて輸出するような悪徳商人も現れたことで、日本醤油への信頼は失墜することになる。
明治になって、贋物と区別するためにコンプラ瓶に商標を押印することを始める。明治5年（1872年）には、万博博覧会用に200本を納入するよう求めた記録が長崎裁判所に残っている。
金富良商社は明治7年（1874年）に江戸町 (長崎市)（現・長崎市江戸町）の仲宿を売却して解散。以後も、コンプラ瓶は波佐見で焼かれるが、昭和に入る頃には忘れ去られていった。

## 生産数
『醤油から世界を見る』（田中則雄、1999年、崙書房）によれば、江戸時代の最盛期には年間40万本ほど製造されていたが、明治元年より次第に減少し、明治40年頃には年間10万本、大正5年頃には年間3万本、大正6年、7年には年間1万数千本となっている。

## 生産地
上述の用に現在の波佐見町の7つの窯跡でコンプラ瓶が出土している。
その他に佐賀県有田町窯の谷窯跡、長崎市東町瀬古窯跡からコンプラ瓶が出土しており、こららでコンプラ瓶が生産されていた可能性がある。
また、『角川日本陶磁大辞典』（矢部良明ほか）568ページの「コンプラ瓶」の項などいくつかの文献資料には、「薩摩焼でも焼かれていた」と記す資料がある。鹿児島市立美術館所有のコンプラ瓶の底には「薩」の銘があり、薩摩焼の可能性が高いと考えられている。

## 出土地
日本国内では長崎県からの出土が最も多く、特に出島からは約44万点が確認され、一括で廃棄された可能性が指摘されている。
北海道での出土も多く、肥前磁器と共に日常雑器として持ち込まれたものと推測されている。

## 参考書籍
- 田中則雄『醤油から世界を見る』崙書房、1999年。ISBN 978-4845510597。